# Onthophagus parvus
Onthophagus parvus är en skalbaggsart som beskrevs av Blanchard 1853. Onthophagus parvus ingår i släktet Onthophagus och familjen bladhorningar. Inga underarter finns listade i Catalogue of Life.